# 바이킹 워
《바이킹 워》(영어: The Viking War)는 영국에서 제작된 루이사 워렌 감독의 2019년 전쟁 영화이다. 다시 링컨 등이 주연으로 출연하였고 스콧 제프리 등이 제작에 참여하였다.

## 출연
주연
- 다시 링컨 : 잉그리드 역
- 피터 코스그로브 : 스노어 역
- 조시 르윈던 : 롤프 역

조연
- 빅토르 토스 : 리프 역
- 조지아 우드 : 아스트리드 역
- 미셸 아처 : 비그디스 역